# Alexandru Săvulescu
Alexandru Săvulescu, né le 8 janvier 1898 en Bucarest, Roumanie, et mort le 11 décembre 1961, était un entraîneur de football roumain.

## Biographie
On sait peu de choses sur lui, sauf qu'il entraîne deux fois l'équipe de Roumanie, une première fois entre 1934 et 1935, puis une seconde fois en 1938, où il est le co-sélectionneur de l'équipe nationale avec Costel Rădulescu pendant la coupe du monde 1938. Durant la compétition, ils perdent au 1er tour 2-1 contre l'équipe de Cuba en huitièmes-de-finale.